# Virgilio Piñera
Pour les articles homonymes, voir Piñera.
Virgilio Piñera Llera, né le 4 août 1912 à Cárdenas (Province de Matanzas) et mort le 18 octobre 1979  à La Havane, est un écrivain, poète, dramaturge et traducteur cubain du XXe siècle.

## Biographie
Virgilio Piñera s'établit à La Havane en 1938. Il obtient en 1940 le titre de docteur en philosophie et lettres.
Il fonde et dirige la revue Poeta en 1942, qui ne connaîtra que deux parutions. 
Tour à tour poète, nouvelliste, romancier, auteur de théâtre, traducteur (Marcel Proust, Jean Giono, André Gide, etc.), Virgilio Piñera quitte son île en 1946 pour Buenos Aires. C'est dans la capitale argentine qu'il écrit en 1949 La Chair de René, roman inclassable, qui sera publié à compte d'auteur en 1952. Il se lie d'amitié avec un autre émigrant, le Polonais Witold Gombrowicz, dont il traduira Ferdydurke.  
Virgilio Piñera revient définitivement à Cuba en 1958 où dès lors il sera en butte au régime castriste qui censure son œuvre. En 1961, il est arrêté pour délit d'homosexualité pendant la nuit des trois P (pour « proxénètes, prostituées, pédérastes »),. Piñera accueillit favorablement la révolution Castriste et collabora au magazine culturel Lunes de Revolución qui fut interdit par le régime castriste en novembre 1961. En 1968, il reçut le prix officiel Casa de las Américas pour son œuvre théâtrale Dos viejos pánicos mais la représentation de cette pièce ne fut pas autorisée avant 1990. En effet après des humiliations,  il lui est interdit de publier à partir de 1969 jusqu'à sa mort.
Virgilio Piñera s'adonna également à la critique littéraire.
Il meurt d'une crise cardiaque à La Havane le 18 octobre 1979 dans la solitude.

## Œuvres

### Théâtre
- 1941 Electra Garrigó (jouée pour le 1re fois en 1948), traduction française de Christilla Vasserot, Les Solitaires intempestifs, 2005
- 1959 De l'air, traduction française de Christilla Vasserot (catalogue de la Maison Antoine Vitez-Centre international de la traduction théâtrale).
- 1968 Dos viejos pánicos (interdite à Cuba jusqu'en 1990)

### Roman
- 1952 La carne de René (La Chair de René)
- 1963 Pequeñas maniobras
- 1967 Presiones y diamantes

### Contes
- Cuentos fríos, 1956
- Cuentos, 1979. Publiés en français sous le titre Nouveaux contes froids, Le Seuil, 1988. (Réédition : Métaillé 1999).
- Cuentos completos, 1999